# Mambarilla
Mambarilla är ett släkte av fjärilar. Mambarilla ingår i familjen snigelspinnare.
Kladogram enligt Catalogue of Life:
| Mambarilla | \| \| Mambarilla narosides \| \| \| \| \| \| Mambarilla spatulifimbria \| \| \| \| |
|            | \| \| Mambarilla narosides \| \| \| \| \| \| Mambarilla spatulifimbria \| \| \| \| |
|            | Mambarilla narosides                                                               |
|            |                                                                                    |
|            | Mambarilla spatulifimbria                                                          |
|            |                                                                                    |